# Regiunea Autonomă Sârbă Slavonia Orientală, Baranja și Syrmia de Vest
Regiunea Autonomă Sârbă Slavonia de Est, Baranja și Syrmia de Vest (în sârbocroată Srpska autonomna oblast Istočna Slavonija, Baranja i Zapadni Srem, Српска аутономна област Источна Славонија, Барања и Западни Срем)  a fost o regiune (oblast) autonomă sârbă autoproclamată (SAO) în estul Croației, înființată în timpul Războaielor Iugoslave. Regiunea includea părți din regiunile geografice Slavonia, Baranja și Sirmia, de-a lungul porțiunii croate a Dunării, în zona Podunavlje.
Entitatea a fost formată la 25 iunie 1991, în aceeași zi în care Republica Socialistă Croația a decis să se retragă din Iugoslavia, în urma referendumului croat pentru independență din 1991. În prima fază a Războiului de Independență al Croației, în 1992, regiunea s-a alăturat Republicii Sârbe Krajina (RSK) separatistă, ca o exclavă și singura parte a RSK care se învecina direct cu Serbia. Fiind o zonă etnic diversă, fără o majoritate predominantă, regiunea a cunoscut niveluri ridicate de violență interetnică și epurare etnică, cu expulzarea unei mari majorități a croaților etnici și a numeroși alți non-sârbi. În același timp, aceasta a fost o zonă cu un grad deosebit de ridicat de implicare a actorilor externi în inițierea și sprijinirea rebeliunii locale, comparativ cu alte părți ale Croației.
După căderea porțiunii principale vestice a RSK, în 1995, în timpul Operațiunii Furtuna, acestă exclavă a rămas singura zonă din Croația aflată sub controlul rebelilor sârbi. Autoritățile locale din Slavonia Orientală, Baranja și Sirmia de Vest au fost convinse să semneze Acordul de la Erdut din 1995, care a permis reintegrarea pașnică, facilitată de Administrația de Tranziție a Națiunilor Unite pentru Slavonia Orientală, Baranja și Sirmia de Vest. După război, toate orașele și municipiile din regiune au fost desemnate drept Zone de Interes Special al Statului.
În prezent, interesele etnicilor sârbi din regiune sunt reprezentate de Consiliul Comun al Municipalităților.

## Vezi și
- Slavonia Orientală, Baranja și Syrmia de Vest